# Diviacka Nová Ves
Diviacka Nová Ves este o comună slovacă, aflată în districtul Prievidza din regiunea Trenčín. Localitatea se află la altitudinea de 266 m deasupra n.m., se întinde pe o suprafață de 13,37 km2 și în 2017 număra 1.769 de locuitori.

## Istoric
Localitatea Diviacka Nová Ves este atestată documentar din 1270.

## Demografie
| An:                | 1994 | 2004   | 2014 | 2024   |
| ------------------ | ---- | ------ | ---- | ------ |
| Număr de persoane: | 1730 | 1754   | 1754 | 1760   |
| Diferență:         |      | +1,38% | +0%  | +0,34% |

| An:                | 2023 | 2024   |
| ------------------ | ---- | ------ |
| Număr de persoane: | 1761 | 1760   |
| Diferență:         |      | −0,05% |